# منطقة اورايا
اورايا رمزها «AU» (بالإنجليزية: Auraiya)‏ ، هو تقسيم إداري لدولة الهند تتبع ولاية أتر برديش (بالإنجليزية: Uttar  Pradesh)‏ ، مركزها هو مدينة اورايا (بالإنجليزية: Auraiya)‏ عدد سكانها حسب تعداد سنة 2001 هو 1,179,496 ، مساحتها 2,051 كم² وكثافة السكان 575 لكل كم² .